# William Collum

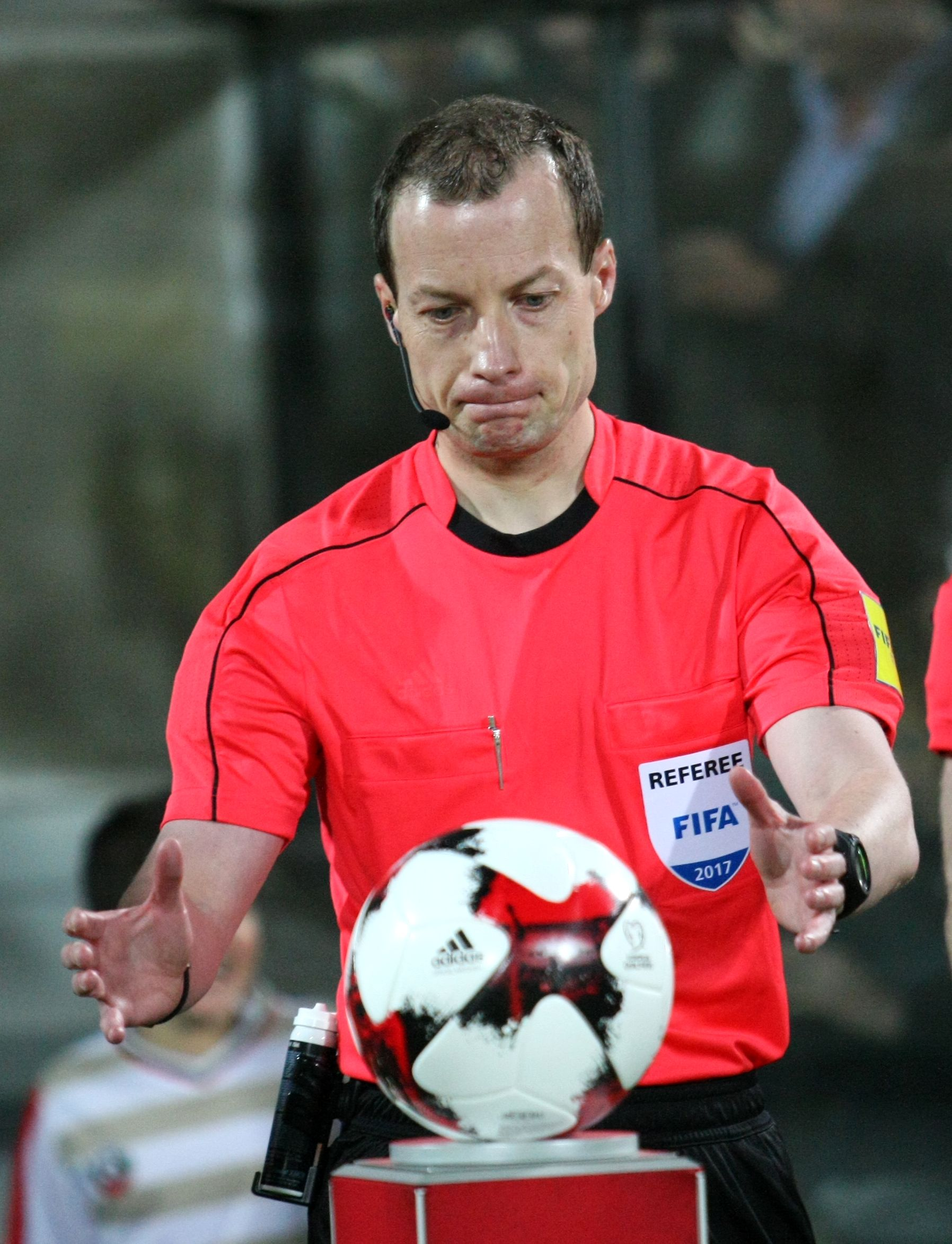
rhight

William ("Willie") Collum (Glasgow, 18 januari 1979) is een voetbalscheidsrechter uit Schotland. Hij fluit sinds 2006 op het hoogste niveau in Europa, nadat hij een jaar eerder zijn debuut had gemaakt in de hoogste afdeling van het Schotse profvoetbal, de Scottish Premier League. Collum, in het dagelijks leven leraar godsdienst, floot in 2011 twee wedstrijden op het WK voetbal onder 20 in Colombia. Op 22 oktober 2014 floot Collum FC Barcelona tegen AFC Ajax voor de UEFA Champions League.

## Interlands
| Datum             | Wedstrijd                    | Uitslag | Competitie          | Kreeg geel | Kreeg voor de tweede keer geel en dus rood | Weggestuurd |
| ----------------- | ---------------------------- | ------- | ------------------- | ---------- | ------------------------------------------ | ----------- |
| 17 november 2007  | Andorra – Estland            | 0 – 2   | EK-kwalificatie     | 7          | 0                                          | 0           |
| 26 maart 2008     | Malta – Liechtenstein        | 7 – 1   | Vriendschappelijk   | 1          | 0                                          | 1           |
| 26 mei 2008       | Zweden – Slovenië            | 1 – 0   | Vriendschappelijk   | 1          | 0                                          | 0           |
| 11 oktober 2008   | Finland – Azerbeidzjan       | 1 – 0   | WK-kwalificatie     | 5          | 0                                          | 0           |
| 29 mei 2009       | Ierland – Nigeria            | 1 – 1   | Vriendschappelijk   | 0          | 0                                          | 0           |
| 9 september 2009  | Slovenië – Polen             | 3 – 0   | WK-kwalificatie     | 4          | 0                                          | 0           |
| 10 oktober 2009   | Noorwegen – Zuid-Afrika      | 1 – 0   | Vriendschappelijk   | 4          | 0                                          | 1           |
| 3 september 2010  | Frankrijk – Wit-Rusland      | 0 – 1   | EK-kwalificatie     | 2          | 0                                          | 0           |
| 26 maart 2011     | Bulgarije – Zwitserland      | 0 – 0   | EK-kwalificatie     | 5          | 0                                          | 0           |
| 6 september 2011  | België – Verenigde Staten    | 1 – 0   | Vriendschappelijk   | 0          | 0                                          | 0           |
| 11 oktober 2011   | Noorwegen – Cyprus           | 3 – 1   | EK-kwalificatie     | 2          | 0                                          | 0           |
| 12 oktober 2012   | Frankrijk – Japan            | 0 – 1   | Vriendschappelijk   | 1          | 0                                          | 0           |
| 16 oktober 2012   | Slowakije – Griekenland      | 0 – 1   | WK-kwalificatie     | 5          | 0                                          | 0           |
| 14 november 2012  | Polen – Uruguay              | 1 – 3   | Vriendschappelijk   | 2          | 0                                          | 0           |
| 29 mei 2013       | Engeland – Ierland           | 1 – 1   | Vriendschappelijk   | 0          | 0                                          | 0           |
| 7 juni 2013       | Albanië – Noorwegen          | 1 – 1   | WK-kwalificatie     | 4          | 0                                          | 0           |
| 15 oktober 2013   | Zweden – Duitsland           | 3 – 5   | WK-kwalificatie     | 4          | 0                                          | 0           |
| 11 oktober 2014   | Roemenië – Hongarije         | 1 – 1   | EK-kwalificatie     | 12         | 0                                          | 0           |
| 15 november 2014  | Montenegro – Zweden          | 1 – 1   | EK-kwalificatie     | 4          | 0                                          | 0           |
| 18 november 2014  | Oostenrijk – Brazilië        | 1 – 2   | Vriendschappelijk   | 1          | 0                                          | 0           |
| 31 maart 2015     | Nederland – Spanje           | 2 – 0   | Vriendschappelijk   | 0          | 0                                          | 0           |
| 12 juni 2015      | IJsland – Tsjechië           | 2 – 1   | EK-kwalificatie     | 2          | 0                                          | 0           |
| 4 september 2015  | Denemarken – Albanië         | 0 – 0   | EK-kwalificatie     | 6          | 0                                          | 0           |
| 10 oktober 2015   | Azerbeidzjan – Italië        | 1 – 3   | EK-kwalificatie     | 1          | 0                                          | 1           |
| 15 juni 2016      | Frankrijk – Albanië          | 2 – 0   | EK 2016             | 3          | 0                                          | 0           |
| 21 juni 2016      | Tsjechië – Turkije           | 0 – 2   | EK 2016             | 5          | 0                                          | 0           |
| 4 september 2016  | Noorwegen – Duitsland        | 0 – 3   | WK-kwalificatie     | 3          | 0                                          | 0           |
| 25 maart 2017     | Bulgarije – Nederland        | 2 – 0   | WK-kwalificatie     | 0          | 0                                          | 0           |
| 23 juni 2018      | Duitsland – Spanje           | 1 – 1   | Vriendschappelijk   | 0          | 0                                          | 0           |
| 9 juni 2018       | Frankrijk – Verenigde Staten | 1 – 1   | Vriendschappelijk   | 2          | 0                                          | 0           |
| 10 september 2018 | Portugal – Italië            | 1 – 0   | UEFA Nations League | 5          | 0                                          | 0           |
| 24 maart 2019     | Hongarije – Kroatië          | 2 – 1   | EK-kwalificatie     | 2          | 0                                          | 0           |
| 10 juni 2019      | Spanje – Zweden              | 3 – 0   | EK-kwalificatie     | 1          | 0                                          | 0           |
| 9 september 2019  | Wales – Wit-Rusland          | 1 – 0   | Vriendschappelijk   | 1          | 0                                          | 0           |
| 10 oktober 2019   | Oostenrijk – Israël          | 3 – 1   | EK-kwalificatie     | 4          | 0                                          | 0           |

Laatste aanpassing op 11 oktober 2019